# اچ‌ام‌اس مری (۱۶۵۰)
اچ‌ام‌اس مری (۱۶۵۰) (به انگلیسی: HMS Mary (1650)) یک کشتی بود که طول آن ۱۱۶ فوت (۳۵٫۴ متر) بود.